# Aftermath Entertainment
Aftermath Entertainment är ett amerikansk skivbolag grundad av musikproducenten och rapparen Dr. Dre 1996. Skivbolaget verkar som ett dotterbolag samt distribueras genom Universal Music Group. Artister som är eller varit under kontrakt med Aftermath inkluderar Dr. Dre själv, Eminem, Kendrick Lamar, Anderson Paak, Jon Connor, 50 Cent, Busta Rhymes, Game och Raekwon.